# Rómulo Guerra Ayala
Rómulo Guerra Ayala (Ayacucho, 5 de septiembre de 1951 - Ibídem, 4 de septiembre del 2020) fue un odontólogo y político peruano. Fue miembro del Congreso Constituyente Democrático del año 1992, siendo militante del fujimorismo.

## Biografía
Rómulo Guerra Ayala nació el 5 de septiembre de 1951 en el distrito de Llauta, ubicado en la provincia de Lucanas del departamento de Ayacucho. Cursó sus estudios primarios entre las ciudades de Pucará, Nazca y Palpa. En esta última ciudad también realizó sus estudios secundarios. Posteriormente cursó estudios superiores en la Universidad Nacional San Luis Gonzaga de la ciudad de Ica, de donde se graduó como cirujano dentista.
Desde el año 1990, Rómulo Guerra incursionó en la política adhiriéndose a Cambio 90, primer partido político de Alberto Fujimori con el cual ganó la presidencia del Perú. Guerra fue coordinador provincial del partido en la sede de la provincia de Huamanga.
Después del autogolpe de estado del 5 de abril del año 1992, Rómulo Guerra decidió participar en las elecciones constituyentes de ese mismo año por la alianza Cambio 90 - Nueva Mayoría, siendo elegido y juramentado para completar el disuelto periodo 1990-1995.
Como congresista fue miembro de las comisiones de Salud, Educación y de Acusaciones Constitucionales.
Tras dejar el Congreso, Guerra se mantuvo alejado del ámbito político. Sin embargo, siguió militando en el fujimorismo y posteriormente, en las elecciones regionales del 2006, postuló sin éxito a la vicepresidencia del Gobierno Regional de Ayacucho por Sí Cumple, agrupación política creada por Fujimori mientras se encontraba detenido en Santiago de Chile.
Luego en las elecciones extraordinarias del año 2020, Guerra volvió a postular al Congreso de la República por Fuerza Popular, partido político de Keiko Fujimori.

## Controversias
Durante su candidatura al Congreso en el año 2020, se descubrió que Rómulo Guerra contaba con una sentencia penal ya cumplida por incumplimiento de obligación alimentaria. Dicha denuncia cuestionaba también a otros candidatos de Fuerza Popular.

## Fallecimiento
El 4 de septiembre del 2020, Rómulo Guerra Ayala falleció a los 68 años, durante la pandemia de COVID-19.